# Gertrud (film)
Gertrud er en dansk film fra 1964, instrueret og skrevet af Carl Th. Dreyer efter skuespillet af Hjalmar Söderberg.

## Medvirkende
- Nina Pens
- Ebbe Rode
- Bendt Rothe
- Baard Owe
- Axel Strøbye
- Karl Gustav Ahlefeldt
- Edouard Mielche
- Valsø Holm
- Vera Gebuhr
- Lars Knutzon